# Stor-Abmor
Stor-Abmor är en sjö i Arvidsjaurs kommun i Lappland och ingår i Byskeälvens huvudavrinningsområde. Sjön har en area på 0,229 kvadratkilometer och ligger 370 meter över havet. Sjön avvattnas av vattendraget Dyrasbäcken.

## Delavrinningsområde
Stor-Abmor ingår i det delavrinningsområde (728688-165925) som SMHI kallar för Mynnar i Kilisån. Medelhöjden är 381 meter över havet och ytan är 14,33 kvadratkilometer. Räknas de 3 avrinningsområdena uppströms in blir den ackumulerade arean 47,25 kvadratkilometer. Dyrasbäcken som avvattnar avrinningsområdet har biflödesordning 4, vilket innebär att vattnet flödar genom totalt 4 vattendrag innan det når havet efter 148 kilometer. Avrinningsområdet består mestadels av skog (64 procent) och sankmarker (25 procent). Avrinningsområdet har 1,22 kvadratkilometer vattenytor vilket ger det en sjöprocent på 8,5 procent.